# Kerstin Heine
Kerstin Heine (* November 1960 in Dresden) ist eine deutsche Schauspielerin und Kabarettistin.

## Leben
Kerstin Heine wurde 1960 in Dresden geboren und wirkte bereits im Alter von zehn Jahren erfolgreich im Schulkabarett „Ehringsdorfer Trümpfe“ mit. Neben Theaterengagements in Gera und Chemnitz sah die studierte Schauspielerin ihr Hauptbetätigungsfeld auf verschiedenen Kabarettbühnen. In einigen Produktionen der DEFA und des Fernsehens der DDR stand sie vor der Kamera.

## Filmografie
- 1983: Polizeiruf 110: Es ist nicht immer Sonnenschein (Fernsehreihe)
- 1985: Atkins
- 1986: In aller Freundschaft (Fernsehserie, 1 Episode)

## Theater
- 1991: Wilhelm Jacoby/Carl Laufs: Pension Schöller (Franziska Sprosser) – Regie: Annette Klare (Bühnen der Stadt Gera)
- 1993: Phil Young: Kissing God (Babbli) – Regie: Annette Klare (Bühnen der Stadt Gera – Kleine Bühne)
- 1994: Suzanne van Lohuizen: Der Junge im Bus (Mutter) – Regie: Andreas Schmidt-Schaller (Bühnen der Stadt Gera – Ausgedienter Stadtbus)
- 2000: Steffen Mensching: Showdown (Elisabeth) – Regie: Hans Jochen Menzel (Schauspiel Chemnitz)
- 2000: Agatha Christie: Da waren’s nur noch Neun (Mrs. Stella Rogers) – Regie: Herbert Olschok (Schauspiel Chemnitz)